# Henrike Hahn (Politikerin)

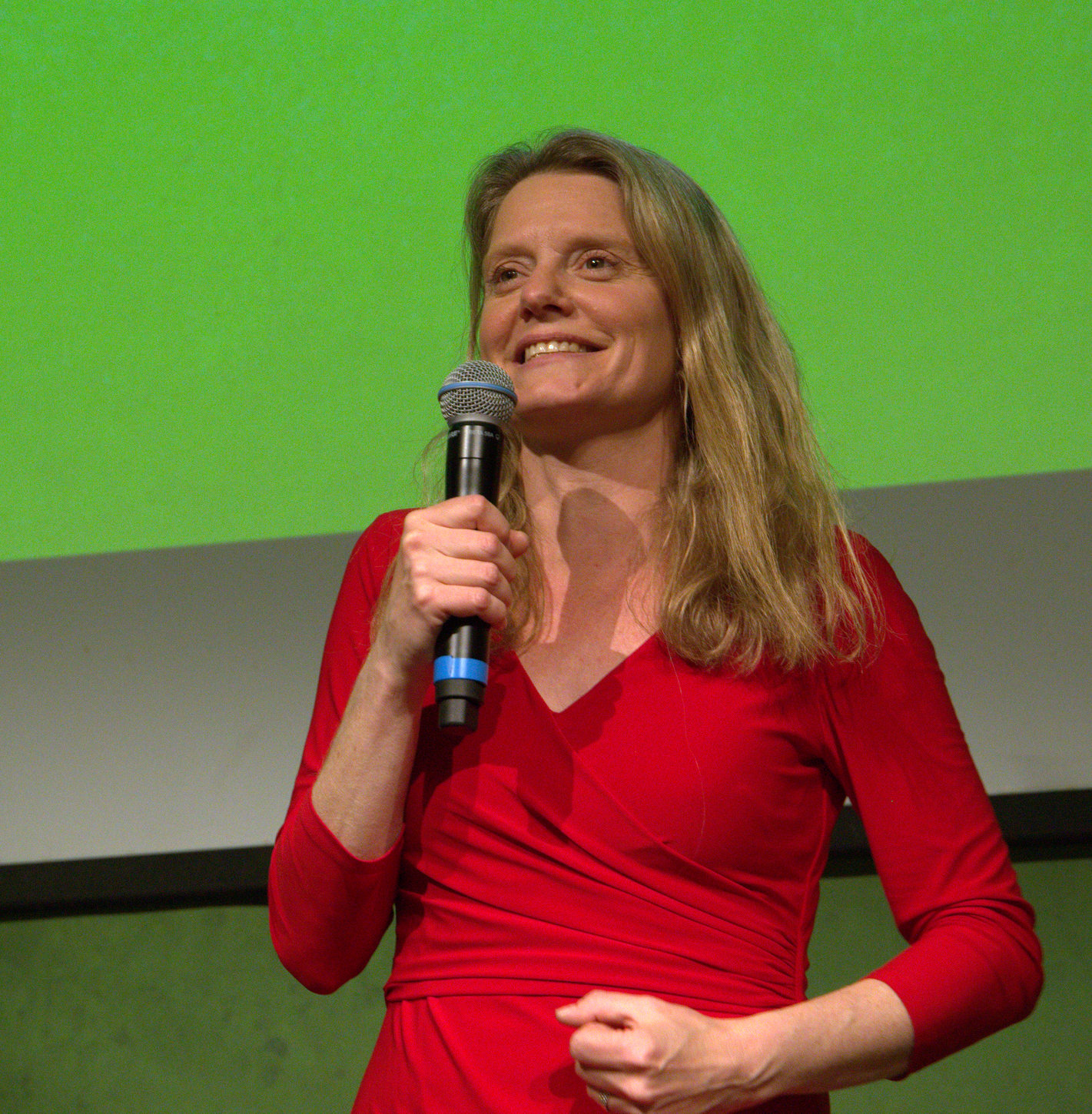
Henrike Hahn (2019)

Henrike Hahn (* 4. September 1970 in München) ist eine deutsche Politikwissenschaftlerin und Politikerin (Bündnis 90/Die Grünen). Von 2019 bis 2024 war sie Mitglied des Europäischen Parlaments als Teil der Fraktion Die Grünen/EFA.

## Leben und beruflicher Werdegang
Hahn wurde in München geboren, und wuchs in Oberpframmern nahe München auf. Sie studierte an der Universität Paris III – Sorbonne Nouvelle (mit Schwerpunkt Europastudien), an der University of Michigan in Ann Arbor/USA, an der Wayne State University in Detroit und an der Ludwig-Maximilians-Universität München.
Sie arbeitete in der Unternehmensberatung für technologieorientierte Unternehmen mit dem Schwerpunkt der Strategieberatung, der Marktforschung und Wettbewerbsanalyse in Paris und München. Henrike Hahn war wissenschaftliche Mitarbeiterin im bayerischen Landtag und im Deutschen Bundestag.
Mit ihren beiden Töchtern lebt sie in München-Neuhausen und Brüssel.

## Politische Laufbahn
Henrike Hahn ist seit 2012 Mitglied bei Bündnis 90/Die Grünen Bayern und engagierte sich seitdem als Sprecherin der Landesarbeitsgemeinschaft Wirtschaft und Finanzen sowie im erweiterten Landesvorstand der Grünen Bayern. Dem Landesvorstand von Bündnis 90/Die Grünen Bayern gehörte sie von 2017 bis Oktober 2019 als Beisitzerin an. Henrike Hahn kandidierte erstmals bei der Europawahl 2014.
Im November 2018 kandidierte sie für den Stimmkreis Bayern auf der Bundesdelegiertenkonferenz der Grünen für die Europawahlliste. Die Delegierten nominierten sie für den aussichtsreichen 13. Listenplatz. Ihre Partei gewann bei der Europawahl 2019 mit 20,5 Prozent der Stimmen 21 der 96 deutschen Mandate, wonach Henrike Hahn direkt ins Europaparlament einzog. In der Fraktion Die Grünen/EFA war sie Mitglied im Ausschuss für Industrie, Forschung und Energie und stellvertretendes Mitglied im Haushaltsausschuss sowie im Wirtschafts- und Währungsausschuss. Darüber hinaus war sie Mitglied der EU-USA und EU-China Delegation, stellvertretende Delegationsleiterin der Europagruppe von Bündnis 90/Die Grünen und industriepolitische Sprecherin. Im Europa-Ausschuss des Deutschen Bundestags arbeitete sie außerdem „wirkungsberechtigtes Mitglied“. Als Leiterin der Kampagne für grüne Industriepolitik der grünen Europafraktion setzt sie sich vor allem für eine wettbewerbsfähige und ökologisch-soziale Wirtschaft in Europa und Bayern ein. Bei der Europawahl 2024 verfehlte sie den Wiedereinzug ins Europaparlament.